# Refugi de la Pleta del Prat
El Refugi de la Pleta del Prat és un refugi de muntanya del terme municipal de Lladorre, a la comarca del Pallars Sobirà.

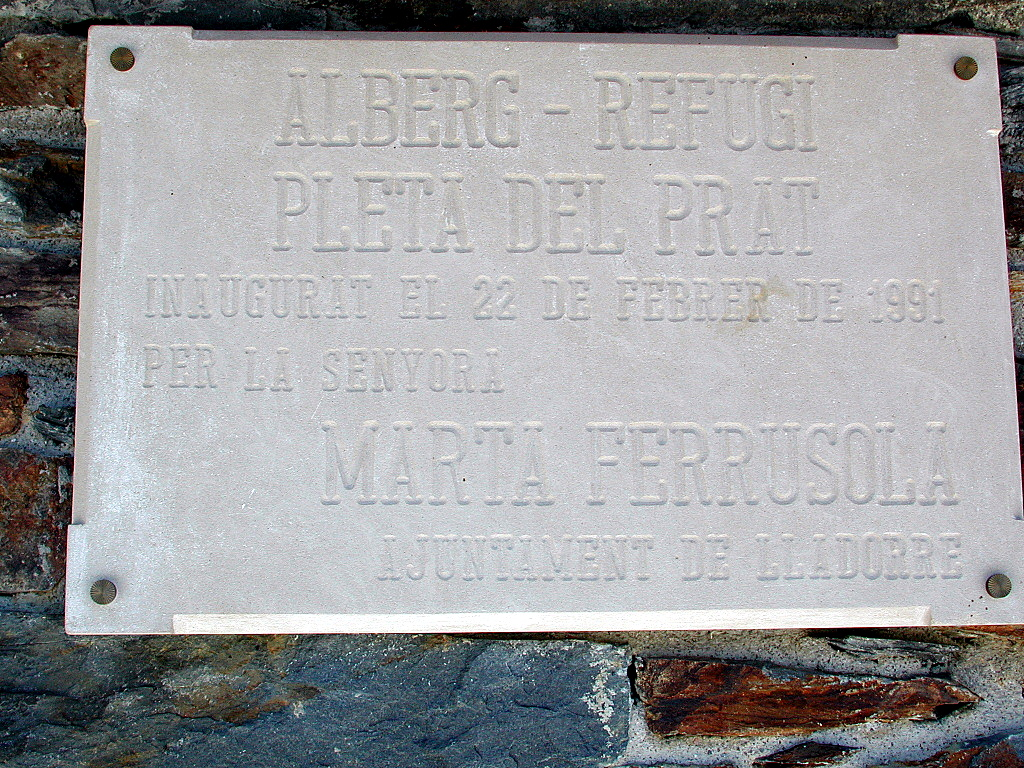
Refugi de la Pleta del Prat

És a 1.720 m d'altitud, a la Pleta del Prat, en la confluència dels torrents de Mascaró i de Mascarida. És a la base, nord, de l'Estació d'esquí Tavascan.